# Germán Cobos
Germán Cobos (eigentlich Germán Sánchez Hernández Cobos; * 7. Juli 1927 in Sevilla; † 12. Januar 2015) war ein spanischer Schauspieler.

## Leben
Cobos studierte Schauspiel am Real Conservatorio de Declamación in Madrid und spielte seit 1951 in einer großen Anzahl von europäischen Produktionen jeweils angesagter Genres; besonders in Erinnerung bleiben – neben drei Filmen Ende der 1950er Jahre für Regisseur Steno – seine Rollen in Italowestern und Agentenfilmen der 1960er Jahre, in denen er die Hauptrolle innehatte. Manchmal wurde er als Jerry Cobb oder George Gordon geführt. Später in seiner über 110 Filme umfassenden Karriere spielte er auch für Carlos Saura und Pedro Almodóvar. In der beliebten Fernsehserie Arrayán interpretierte er den „Arturo Torres“.
2010 erhielt Cobos die Goldmedaille der „Spanischen Gesellschaft für Filmgeschichte“. Einige Male war er auch auf der Bühne aktiv.

## Filmografie (Auswahl)
- 1951: La leona de Castilla
- 1957: Mein Allerwertester (Totò, Vittorio e la dottoressa)
- 1957: Susanna süß wie Sahne (Susanna tutta panna)
- 1960: Brot und Blut (A las cincos de la tarde)
- 1960: Taxi nach Tobruk (Un taxi pour Tobrouk)
- 1963: Bis unter die Haut (Les parias de la gloire)
- 1964: Höllenfahrt nach Golden City (Fuerte perdido)
- 1964: El secreto del capitán O’Hara
- 1965: Die Chance ist gleich Null (Agente Z 55 missione disperata)
- 1966: Der Falke von Kastilien (El halcón de Castilla)
- 1967: Die Goldfaust von Brooklyn (El hombre del puño de oro)
- 1967: Lola Colt… sie spuckt dem Teufel ins Gesicht (Lola Colt (Faccia a faccia con El Diablo))
- 1967: Wanted (Wanted)
- 1968: Sangue chiama sangue
- 1969: Quinto, töte nicht (El valor de un cobarde)
- 1970: Bleigewitter (Reverendo Colt)
- 1975: Züchte Raben… (Cría cuervos)
- 1996: Esposados (Kurzfilm)
- 2007: Limoncello (Kurzfilm)